# Tillstånds- och tillsynsverket för social- och hälsovården
Valvira eller Tillstånds- och tillsynsverket för social- och hälsovården (på finska Sosiaali- ja terveysalan lupa- ja valvontavirasto) är en finsk centralmyndighet underställd social- och hälsovårdsministeriet. Den övervakar att verksamheten inom social- och hälsovården, småbarnspedagogiken, alkoholföretagen och miljöhälsovården sker på ett korrekt sätt. Valviras verksamhetsställen finns i Helsingfors och Rovaniemi.
Valvira är den nationella tillståndsmyndigheten för social- och hälsovården.
Myndigheten bildades den 1 januari 2009 när Rättsskyddscentralen för hälsovården (TEO) och Social- och hälsovårdens produkttillsynscentral (STTV) slogs ihop.

## Verksamhet

### Tillsyn

#### Hälso- och socialvård samt småbarnspedagogik
Valvira övervakar att yrkesutövare (exempelvis läkare, sjukskötare och barnmorskor) och enheter (exempelvis vårdcentraler, sjukhus och effektiverade serviceboenden) inom hälso- och sjukvården bedriver sin verksamhet på ett korrekt sätt. Man övervakar även att kompetenstestare för dricks- och bassängsvattenhygien utför sina uppgifter korrekt. Vid bedömningen av verksamheten inom hälso- och sjukvården hör Valvira experter inom hälso- och sjukvården men inte patienter eller organisationer som representerar dem. Vid Valvira verkar även den Nationella kommittén för medicinsk forskningsetik (TUKIJA).
Valvira övervakar även att yrkesutövare (exempelvis socionomer och socialarbetare) och enheter inom socialvården och småbarnspedagogiken bedriver sin verksamhet på ett korrekt sätt.

#### Alkohol- och tobakssektorn
Valvira övervakar att tillverkare, grossister och användningstillståndsinnehavare av alkoholhaltiga drycker bedriver sin verksamhet på ett korrekt sätt samt ansvarar för produktövervakningen av alkohol och tillsynen av alkoholreklam och marknadsföring. Dessutom övervakar Valvira märkningen av förpackningar och de skadliga ämnena i tobaksprodukter samt efterlevnaden av reklamförbudet enligt tobakslagen.

### Beviljande av tillstånd
Valvira beviljar tillstånd inom social- och hälsovårdssektorn gällande exempelvis yrkesrättigheter och bedrivandet av hälso- och sjukvårdsverksamheter i privat regi. Myndigheten vägleder även regionförvaltningsverken för att säkerställa enhetliga tillstånds-, styrnings- och tillsynspraxis i hela landet. Valvira samarbetar med regionförvaltningsverken bland annat genom att utarbeta gemensamma tillsynsprogram, där arbetsfördelningen mellan regionförvaltningsverken och Valvira specificeras närmare. Valvira hanterar tillståndsärenden enligt följande lista:

#### Yrkesrättigheter
- legitimering, yrkesrätt och tidsbegränsade tillstånd för yrkesutövare inom social- och hälsovården
- tillstånd att verka som hygientestare för dricks- och bassängvatten

#### Näringsverksamhet
- tillstånd för tillverkning, import, partiförsäljning och användning av alkohol
- nationella tillstånd för privata hälso- och sjukvårdsverksamheter
- nationella tillstånd för privata socialvårdsverksamheter

#### Hälsa och forskning
- tillstånd för graviditetsavbrott och sterilisering (i vissa fall)
- tillstånd enligt lagen om assisterad befruktning

#### Adoptioner
Adoptionsnämnden, som beviljar adoptionstillstånd, verkar i anslutning till Valvira.